# 革命共产主义青年 (瑞典)
革命共产主义青年（瑞典語：Revolutionär Kommunistisk Ungdom，缩写为RKU）是瑞典的一个青年组织，是共产党的青年翼。该组织成立于1994年，是瑞典青年共产主义联盟（马列）的继承者。该组织以马克思列宁主义为指导思想。该组织的主席是Nadja Lundberg。该组织的总部位于哥德堡。该组织是世界民主青年联盟的观察员。该组织曾派代表参加欧洲共产主义青年组织会议。